# Mark Timofeevič Elizarov
Mark Timofeevič Elizarov (in russo  Марк Тимофеевич Елизаров?; Bestuševka, 22 marzo 1863 – Pietrogrado, 10 marzo 1919) è stato un rivoluzionario e politico russo.
Cognato di Lenin, fu Commissario del popolo per le vie di comunicazione della RSFS Russa.

## Biografia
Nacque nel 1863 da una famiglia di servi della gleba appena emancipati dalla riforma del 1861. Fece i primi studi nel vicino villaggio di Obšarovka e, avendo dimostrato buone capacità, proseguì gli studi nel liceo di Samara, ottenendo la licenza nel 1882. S'iscrisse nella facoltà di matematica dell'Università di San Pietroburgo entrando in contatto con il circolo rivoluzionario populista guidato da Aleksej Gizetti, del quale faceva parte anche Aleksandr Ul'janov. Tramite quest'ultimo conobbe gli Ul'janov.
Si laureò nel 1886, e cercò di diffondere le tesi populiste nella regione di Samara. Nel 1889 sposò la sorella maggiore di Lenin, Anna, vivendo nella stessa casa della famiglia Ul'janov. Tramite l'influsso di Lenin abbandonò le posizioni politiche populiste, avvicinandosi al marxismo. Nel 1893 si trasferì con la moglie a Mosca, avendo trovato lavoro nell'amministrazione ferroviaria della città.
Aderì nel 1896 al Comitato socialdemocratico clandestino di Mosca, ma la continua sorveglianza cui la polizia zarista sottometteva gli Ul'janov gli rese difficile il lavoro politico. Nel 1901 la polizia riuscì a smantellare il gruppo dirigente del POSDR di Mosca e in agosto anche Elizarov fu arrestato. Dopo otto mesi di carcere fu esiliato a Syzran', nella provincia di Simbirsk, dove lavorò nell'amministrazione della ferrovia siberiana.
Nel 1904 poté tornare a Mosca, sempre impiegato delle ferrovia. Con la Rivoluzione del 1905, fu delegato al I congresso panrusso dei ferrovieri tenuto a San Pietroburgo e organizzò lo sciopero delle ferrovie, nell'ambito dello sciopero generale dichiarato in tutta la Russia nel dicembre del 1905. Arrestato, dopo tre mesi di carcere fu espulso da San Pietroburgo e licenziato dalle ferrovie. Stabilitosi a Syzran, iniziò l'attività giornalistica sotto lo pseudonimo di Scorpione nel giornale locale Syzranskoe Utro (Сызранское утро, Syzran Mattina), rendendosi popolare con le sue satire.
Nel 1906 si trasferì a Samara collaborando al giornale Samarskuj Luku che appoggiò la campagna elettorale dei bolscevichi in occasione delle elezioni della Seconda Duma. Alla successiva reazione, si trasferì all'estero e nel 1908 incontrò Lenin in Svizzera. Tornato in Russia, lavorò dal 1909 in diverse aziende private: in una compagnia di assicurazioni, in una di trasporti e dal marzo 1916 fu amministratore delegato dell'azienda di battelli a vapore Volga con sede a Pietrogrado.
Alla vittoria della Rivoluzione d'ottobre, il 21 novembre 1917 Elizarov fu nominato commissario del popolo per i trasporti della Repubblica russa. Dal 22 gennaio 1919 fece parte del Commissariato del popolo per il commercio e l'Industria. Ammalatosi di tifo, morì il 10 marzo 1919 a Pietrogrado e fu sepolto accanto alla suocera Mar'ja Ul'janova e alla cognata Ol'ga nel cimitero Volkov.